# Neuer Marstall

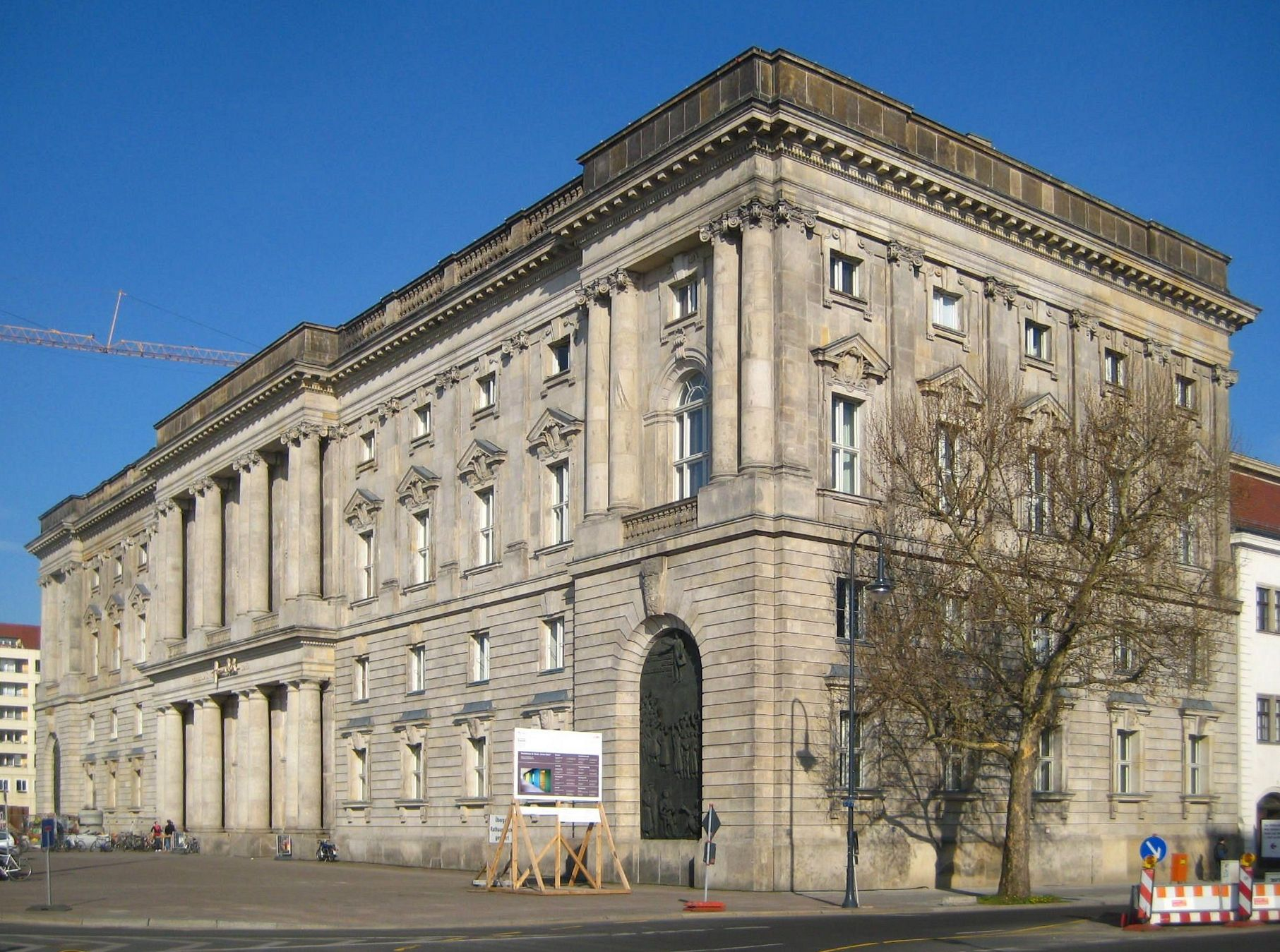
Fachada frontal del Neuer Marstall en 2010

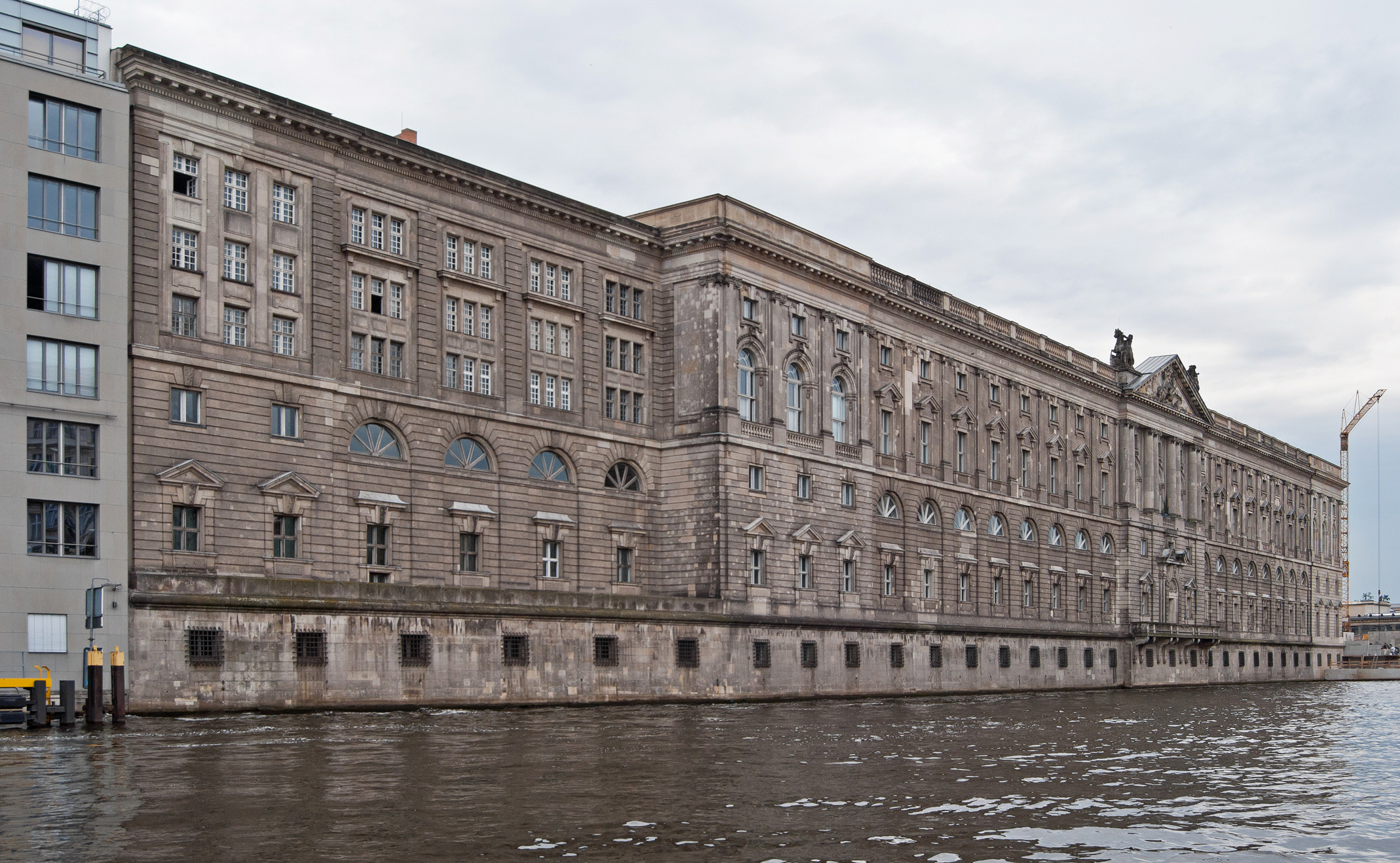
Lado del río Spree del Neuer Marstall (2012)

The Neuer Marstall (en inglés: New Stables) es un edificio histórico catalogado de Berlín, Alemania, ubicado entre Schloßplatz y el río Spree. Completado en 1901 y frente al antiguo Palacio Real, los "Nuevos Establos" neobarrocos albergaron una vez a la caballería real, los caballos y los carruajes de la Alemania imperial.  El complejo también incluía tres patios cerrados, una escuela de equitación y el Knights College.
Al final de la Primera Guerra Mundial, aquí fue donde los revolucionarios tramaron planes que acabaron con la dinastía Hohenzollern durante la Revolución Alemana de 1918-1919. Severamente dañado en la Segunda Guerra Mundial, el edificio fue parcialmente reparado en la década de 1960 y utilizado como espacio de exhibición para la Academia de las Artes de Berlín. Después de más renovaciones en 2005, se convirtió en el hogar de la Academia de Música Hanns Eisler y la Biblioteca de la Ciudad de Berlín. Más trabajos de restauración han continuado desde 2007. Lonely Planet enumera el Neuer Marstall en el número 79 en sus 815 "cosas para hacer" en Berlín.

## Historia

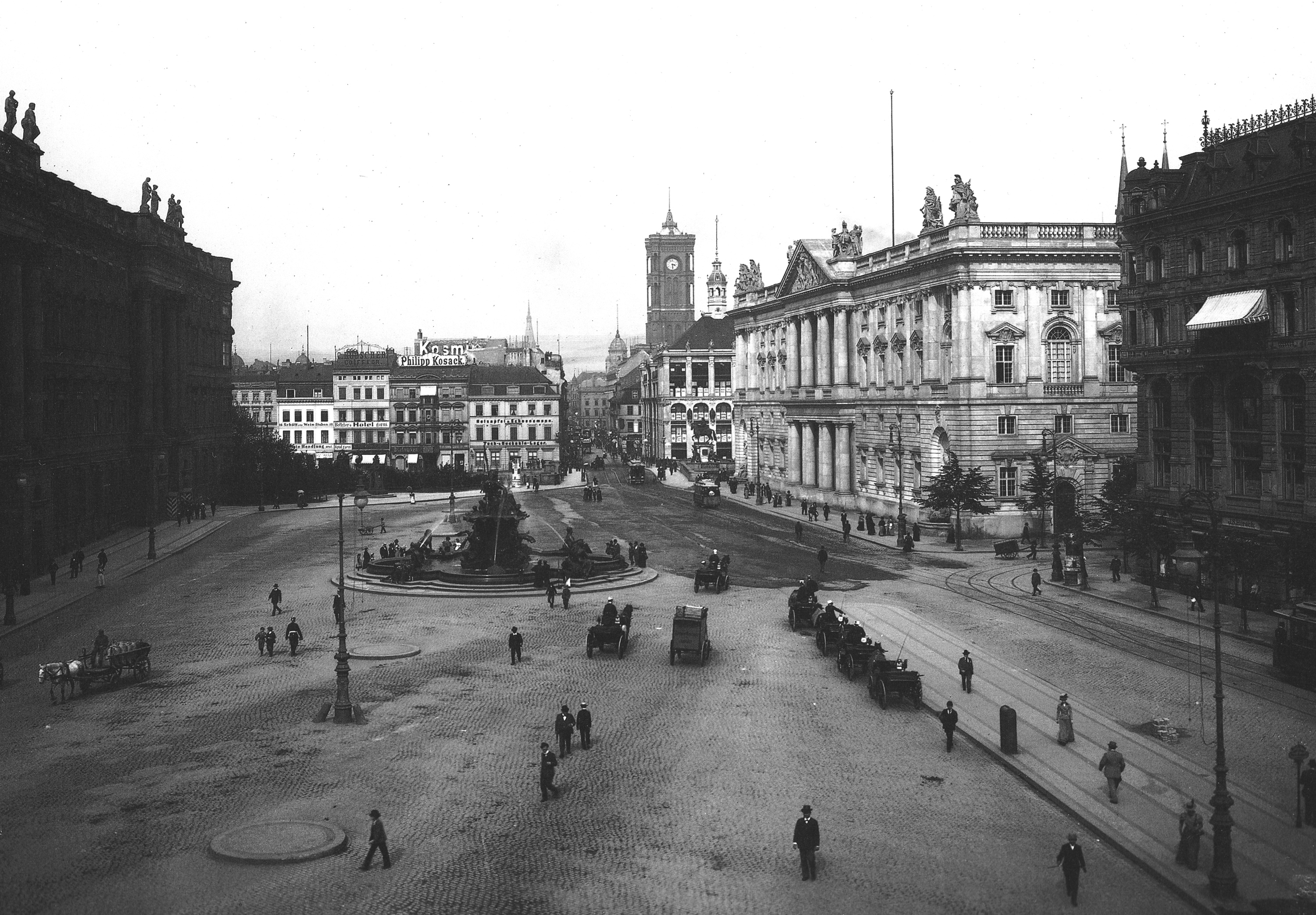
Schlossplatz en 1900; en el centro a la derecha está el Neuer Marstall. El Rotes Rathaus está al fondo.

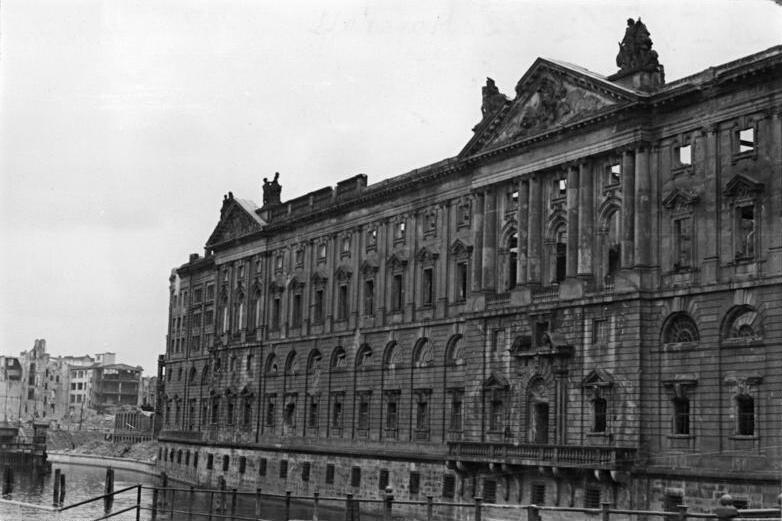
Beschädigungen 1951; Ruinas del Neuer Marstall en 1951

Los antiguos establos reales (en alemán: Alter Marstall) de los reyes de Prusia se construyeron en 1670 según un diseño de Johann Gregor Memhardt. A medida que creció el papel del caballerizo y los establos alcanzaron los 300 caballos, así como los carruajes y trineos estatales, los edificios se volvieron inadecuados.  Estos se incorporaron a los Nuevos Establos ampliados (en alemán: Neuer Marstall) construido entre 1897 y 1901 según los diseños neobarrocos del arquitecto guillermino Ernst von Ihne. Al edificio de cuatro plantas se le dio una fachada de piedra arenisca, las dos inferiores sobre un basamento rusticado y las dos superiores en un colosal orden jónico. La fachada principal que daba al Palacio de la Ciudad de Berlín estaba dividida por un voladizo central con pares de columnas y un frontón de remate. La rica decoración escultórica y los relieves del frontón fueron obra de Otto Lessing (escultor), incluido el grupo "Damadores de caballos" en el frontón del Spree.
Durante la Revolución de noviembre de 1918, la División de la Armada Popular (en alemán: Volksmarinedivision) estaba estacionado en el edificio, lo que llevó a la Crisis de Navidad. Con el establecimiento de la República de Weimar, Neuer Marstell se convirtió en la biblioteca de la ciudad de Berlín y los antiguos establos de caballos en el ala Spree se convirtieron en un depósito de libros. 
Después de la Segunda Guerra Mundial, el complejo era principalmente una ruina. Fue parcialmente reparado por el gobierno de Berlín Oriental entre 1950 y 1954 y luego restaurado en 1961 y 1965. El frontón triangular y los detalles escultóricos de la fachada del Palacio fueron reemplazados por un ático, lo que resultó en una apariencia simplificada. Se mantuvo el elaborado frontón en el lado Spree con el grupo de esculturas Horse Tamers.  Durante este período sirvió como espacio de exhibición para la Akademie der Künste der DDR. En 1988, se instalaron dos relieves de bronce en los grandes nichos de las esquinas de la fachada de la Plaza del Palacio en el 70 aniversario de la Revolución de Noviembre. 

## Uso actual

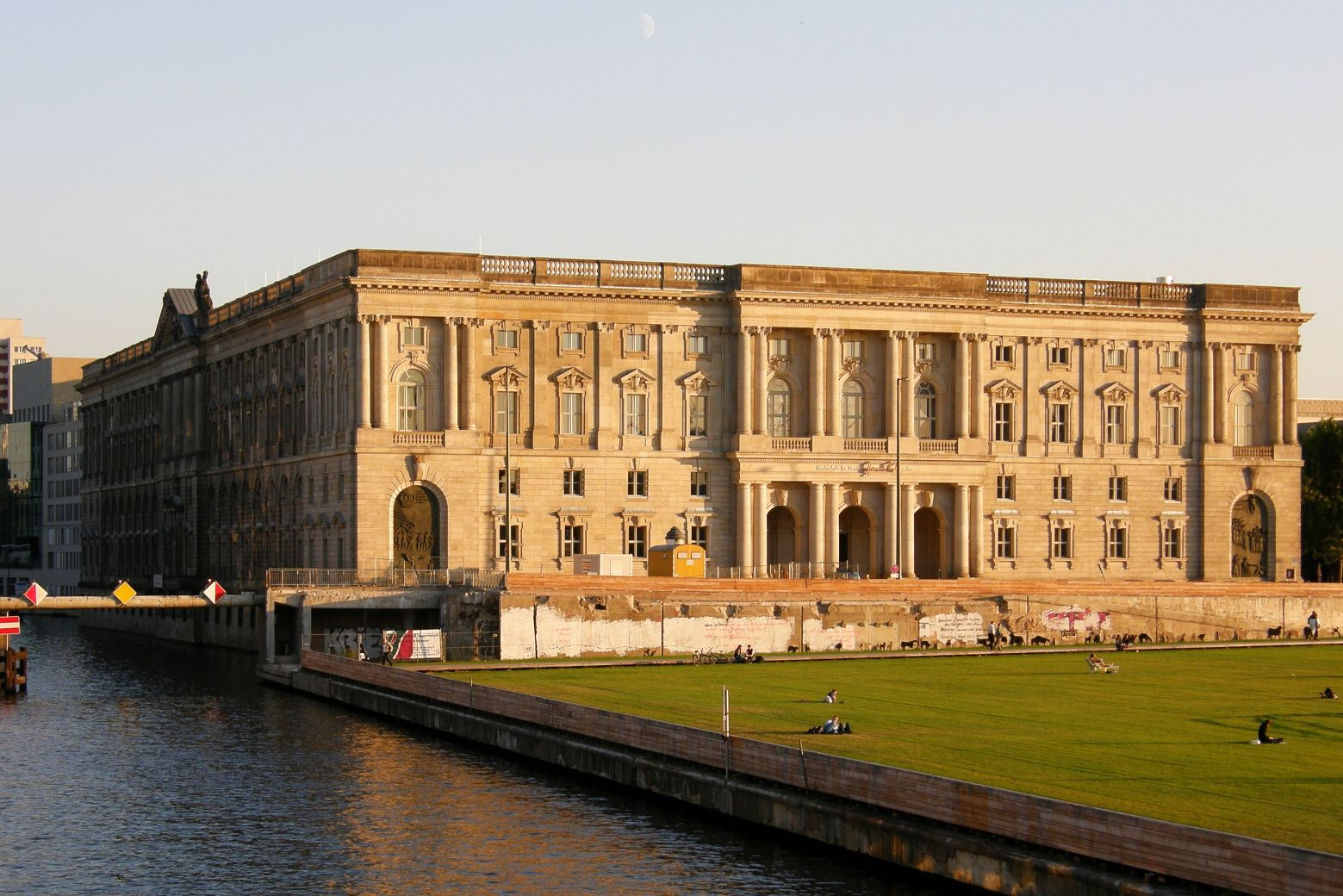
Palace Side of the Neuer Marstall en 2009, mostrando la fachada restaurada.

Después de la reunificación alemana en 1990 y las renovaciones en 2005, se convirtió en la sede de la Academia de Música Hanns Eisler, uno de los conservatorios más prestigiosos de Europa.  La fachada frente a la Plaza del Palacio (en alemán: Schloßplatz) se limpio y restauro, y el Departamento de Desarrollo Urbano del Senado de Berlín estimo que  volveriá a lograr una apariencia arquitectónica razonable en relación con la Plaza del Palacio después de completar más restauración y la reconstrucción del Palacio de la Ciudad de Berlín. 

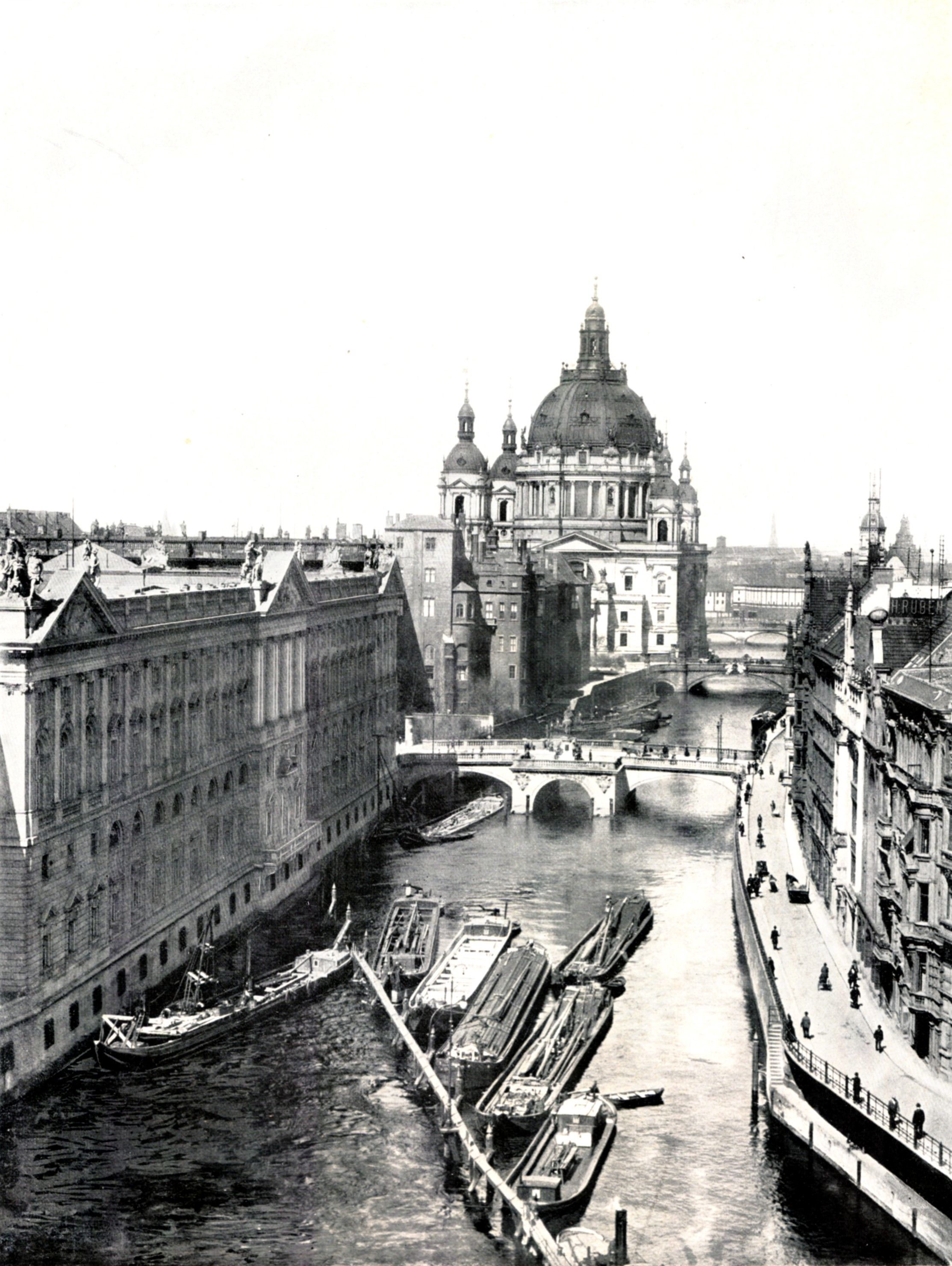
mil novecientos
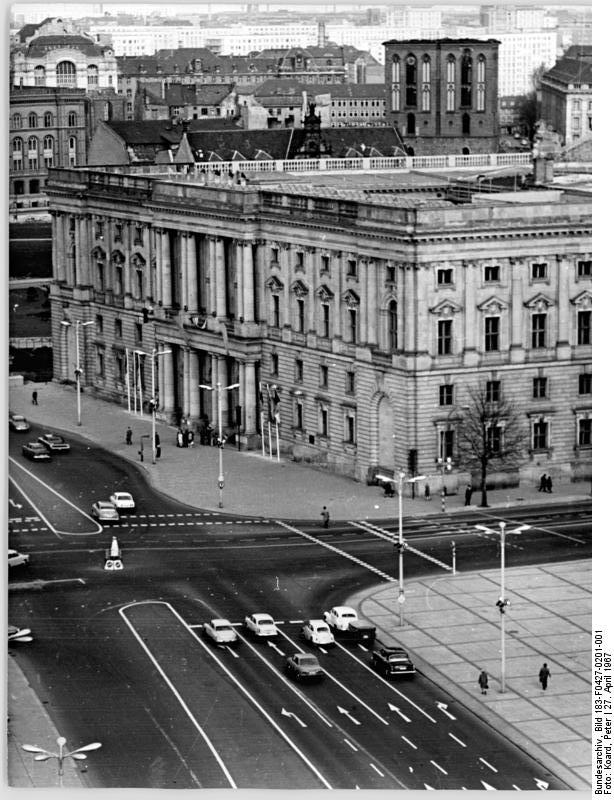
1967
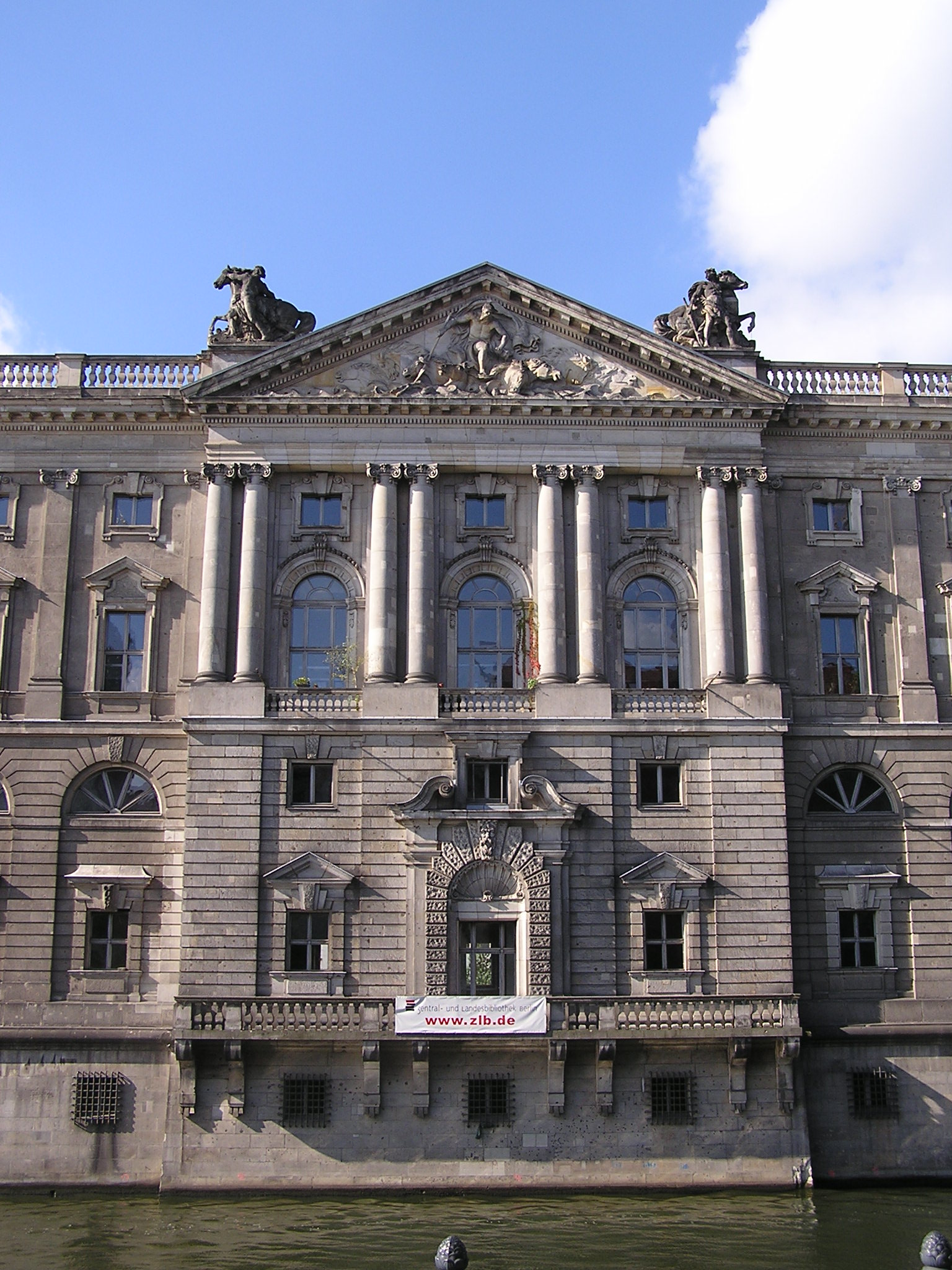
Detalle de la fachada del Spree
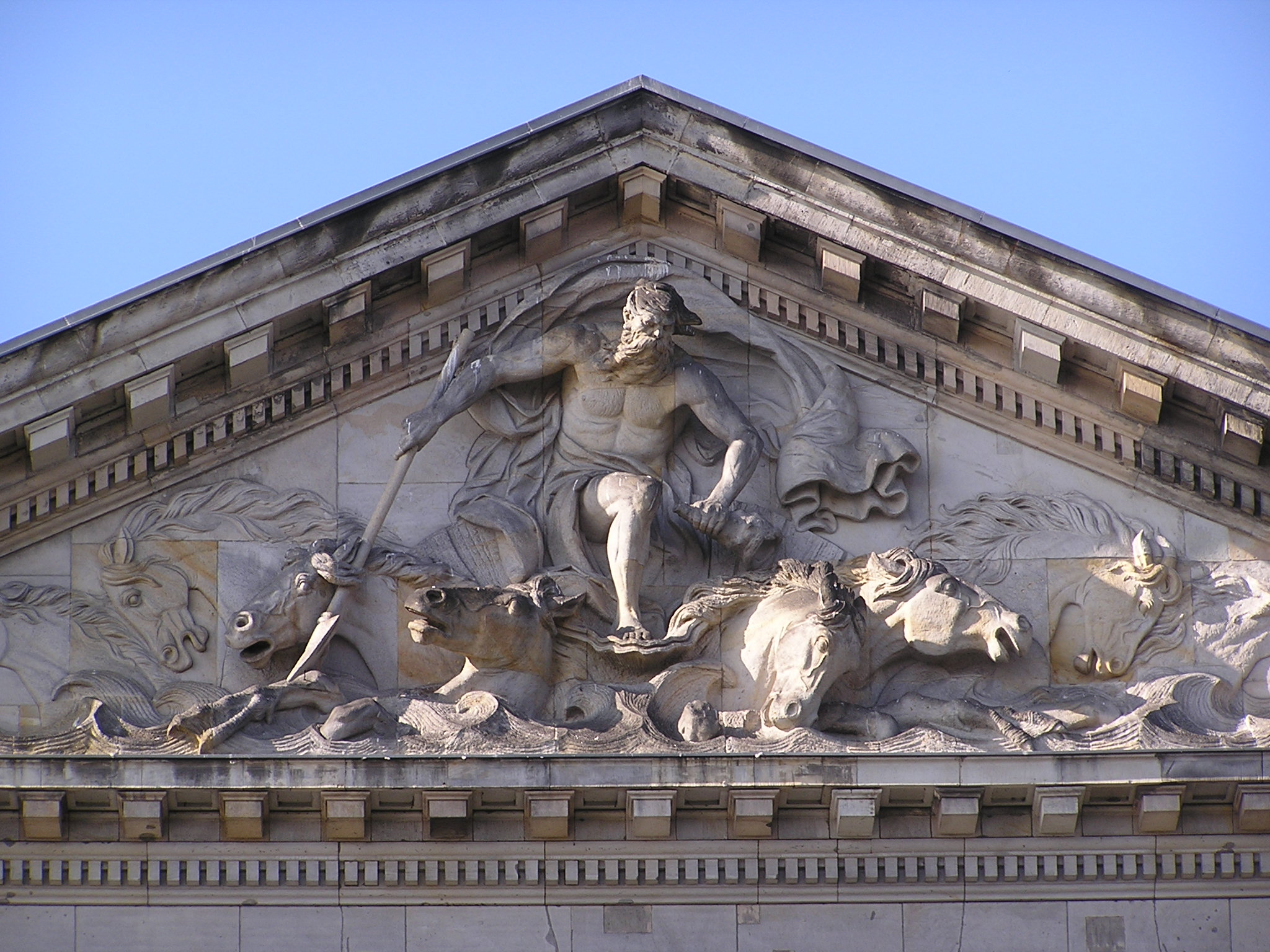
Detalle del frontón de Otto Lessing : Poseidón domando a los caballos.